# Erneuerungssatz von Blackwell
Der Erneuerungssatz von Blackwell ist ein mathematischer Satz aus der Wahrscheinlichkeitstheorie, genauer aus der Erneuerungstheorie, einem Teilgebiet der Theorie der stochastischen Prozesse, und trifft eine Aussage über die erwartete Anzahl von Erneuerungen innerhalb eines Zeitintervalls. Er geht auf David Blackwell zurück und stammt aus dem Jahre 1948.

## Hintergrund und Definitionen
In der Erneuerungstheorie geht man von einer Folge {\displaystyle (T_{n})_{n\in \mathbb {N} }} unabhängiger, identisch verteilter Zufallsgrößen {\displaystyle T_{n}} mit Werten in {\displaystyle [0,\infty )} aus, die man als Zeitspannen interpretiert, sogenannte Erneuerungszyklen. {\displaystyle T_{n}} könnte die Funktionsdauer eines {\displaystyle n}-ten Maschinenteils sein, an deren Ende dieses Maschinenteil erneut ersetzt werden muss. Man interessiert sich dann für die Zufallsgrößen
{\displaystyle N(t)=\max\{n\in \mathbb {N} |\,T_{1}+\ldots +T_{n}\leq t\}},
das heißt für die Anzahl der Erneuerungen bis zum Zeitpunkt {\displaystyle t}, bzw. für
{\displaystyle m(t)=E(N(t))},
das heißt für den Erwartungswert dieser Anzahl. Man nennt den stochastischen Prozess {\displaystyle (N(t))_{t\in [0,\infty )}} einen Erneuerungsprozess und {\displaystyle m} seine Mittelwertfunktion.
Der hier zu besprechende Erneuerungssatz von Blackwell trifft eine Aussage über das Verhalten von {\displaystyle m(t+\delta )-m(t)} für {\displaystyle t\to \infty }, also über die erwartete Anzahl von Erneuerungen in einem Zeitintervall der Länge {\displaystyle \delta } für gegen unendlich strebende Beginnzeiten dieser Intervalle.
Zur Formulierung des Satzes ist eine technische Besonderheit zu beachten. Man spricht von einem arithmetischen Erneuerungsprozess, wenn die Werte der Erneuerungszyklen nur ganzzahlige Vielfache einer festen Zeit {\displaystyle \lambda >0} sind, und die größte reelle Zahl {\displaystyle \lambda } mit dieser Eigenschaft heißt Spanne des arithmetischen Erneuerungsprozesses. Anderenfalls spricht man von einem nicht-arithmetischen Erneuerungsprozess.

## Formulierung des Satzes
Es liege ein Erneuerungsprozess {\displaystyle (N(t))_{t\in [0,\infty )}} vor, {\displaystyle \mu =E(T_{n})} sei der gemeinsame Erwartungswert der zugehörigen Erneuerungszyklen. Für die Mittelwertfunktion {\displaystyle m} gilt
- im nicht-arithmetischen Fall für alle {\displaystyle \delta >0}

{\displaystyle \lim _{t\to \infty }(m(t+\delta )-m(t))={\frac {\delta }{\mu }}}
- im arithmetischen Fall mit Spanne {\displaystyle \lambda >0}

{\displaystyle \lim _{t\to \infty }(m(t+\lambda )-m(t))={\frac {\lambda }{\mu }}}

## Bemerkungen
Der Satz ist intuitiv sofort klar. Wenn ein Erneuerungszyklus im Mittel {\displaystyle \mu } dauert, dann erwartet man in einem Intervall der Länge {\displaystyle \delta } im Durchschnitt {\displaystyle \textstyle {\frac {\delta }{\mu }}} Erneuerungen. Setzt man im nicht-arithmetischen Fall {\displaystyle \delta =\mu }, so wird die rechte Seite 1 und man erhält die ebenfalls sehr plausible Aussage, dass in einem Zeitintervall durchschnittlicher Zyklusdauer im Mittel eine Erneuerung zu erwarten ist. Das Bemerkenswerte am Erneuerungssatz von Blackwell ist daher nicht der Wert, sondern die Existenz des Grenzwertes.
Die Einschränkung im arithmetischen Fall ist notwendig, denn für {\displaystyle \delta <\lambda } hat man immer wieder {\displaystyle [t,t+\delta ]\subset \mathbb {R} \setminus \lambda \cdot \mathbb {Z} }. Da dann zwischen {\displaystyle t} und {\displaystyle t+\delta } mit Sicherheit keine Erneuerung stattfindet, ist {\displaystyle m(t+\delta )-m(t)=0}, und zwar immer wieder für wachsendes {\displaystyle t}, das heißt der Limes inferior dieser Differenz für {\displaystyle t\to \infty } ist 0. Daher kann die im nicht-arithmetischen Fall getroffene Grenzwertaussage
hier nicht gelten. Die Grenzwertaussage im arithmetischen Fall kann aber noch zu
{\displaystyle \lim _{t\to \infty }(m(t+k\lambda )-m(t))={\frac {k\lambda }{\mu }}} für alle {\displaystyle k\in \mathbb {N} }
verallgemeinert werden. Das folgt sehr leicht durch Übergang zur Teleskopsumme, denn dann erhält man eine {\displaystyle k}-fache Summe von Grenzwerten mit Limes {\displaystyle \textstyle {\frac {\lambda }{\mu }}}.
Bringt man im nicht-arithmetischen Fall das {\displaystyle \delta } auf die linke Seite, so erhält man
{\displaystyle \lim _{t\to \infty }{\frac {m(t+\delta )-m(t)}{\delta }}={\frac {1}{\mu }}} für alle {\displaystyle \delta >0}.
Da die rechte Seite nicht mehr von {\displaystyle \delta } abhängt, existiert der Limes der linken Seite für {\displaystyle \delta \to 0}. Es ist ein Fehler, hieraus auf die Differenzierbarkeit von {\displaystyle m} für große {\displaystyle t} zu schließen, denn die Grenzwertbildungen {\displaystyle \delta \to 0} und {\displaystyle t\to \infty } können nicht vertauscht werden.